# Isrufan Doromae
Isrufan Doromae (thailändisch อิสรุฟัน ดอรอแม; * 2. Juli 1998), auch als Pang bekannt, ist ein thailändischer Fußballspieler.

## Karriere
Isrufan Doromae spielte in der Hinrunde 2019 beim Viertligisten Phatthalung FC in Phatthalung. Mit dem Verein spielte er in der Southern Region der Liga. Die Rückrunde 2019 stand er beim ebenfalls in der Southern Region spielenden Nara United FC in Narathiwat unter Vertrag. Über den Ligakonkurrenten Pattani FC wechselte er Anfang Juli 2020 zum Erstligisten PT Prachuap FC. Von Januar 2021 bis Saisonende wurde er an den Drittligisten Songkhla FC ausgeliehen. Mit dem Klub aus Songkhla spielte er in der Southern Region der Liga. Am Ende der Saison feierte er mit dem Verein die Meisterschaft der Region. In den Aufstiegsspielen zur zweiten Liga konnte man sich jedoch nicht durchsetzen. Nach er Ausleihe kehrte er nach Prachuap zurück. Im Dezember 2021 wurde er bis Saisonende vom Drittligisten Jalor City FC aus Yala ausgeliehen. Ende Mai 2022 kehrte er nach Prachuap zurück. Sein Erstligadebüt gab Isrufan Doromae am 2. April 2023 (25. Spieltag) im Auswärtsspiel gegen den Khon Kaen United FC. Bei dem 3:0-Auswärtserfolg wurde er in der 86. Minute für den Ivorer Lossémy Karaboué eingewechselt. Am Ende der Saison 2022/23 wurde sein Vertrag nicht verlängert. Ende August 2023 unterschrieb er einen Vertrag beim Drittligisten FC Yala. Mit dem Verein aus Yala spielte er 19-mal in der Southern Region der Liga. Nach einer Spielzeit wechselte er im Sommer in den Norden des Landes. Hier schloss er sich dem Drittligisten Muang Loei United FC aus Loei an. Der Klub spielte in der North/Eastern Region der Liga. Hier bestritt er zehn Ligaspiele. Nach der Hinrunde wurde sein Vertrag im Dezember 2024 nicht verlängert. Im gleichen Monat unterschrieb er einen Vertrag bei dem in der Southern Region spielenden PT Satun FC.

## Erfolge
Songkhla FC
- Thai League 3 – South: 2020/21